# Pibernik
Pibernik je priimek v Sloveniji in tujini. Po podatkih Statističnega urada Republike Slovenije je na dan 1. januarja 2010 v Slovenjiji uporabljalo ta priimek 176 oseb.  

## Znani nosilci priimka
- Albin Pibernik - Korčagin (1905−1942), predvojni komunist, partizanski poveljnik (mdr. v Glavnem štabu jugoslovanske partizanske vojske)
- Albin (Bine) Pibernik ml. (*1931), vojaški in civilni pilot, najmlajši udeleženec "Igmanskega marša" 1941
- Andrej Pibernik (1961−2011), slikar, grafik, kipar, restavrator
- Anton Pibernik (*1932), arhitekt in urbanist
- Barbara Pibernik (*1969), orglavka
- Eric Pibernik (*2003), slikar, ki slika z nogami.
- France Pibernik (1928−2021), pesnik, pisatelj, esejist, literarni zgodovinar, publicist
- Jolanda Pibernik (*1934), likovna pedagoginja, pisateljica
- Luka Pibernik (*1993), kolesar
- Mirko Pibernik (1905−1947), inž. kemije, politični obsojenec
- Pavel Pibernik (*1967), duhovnik

## Znani tuji nosilci priimka
- Zlatko Pibernik (1926 - 2010), hrvaški skladatelj in urednik